# Liste der Wappen in Südtirol

Lage der Autonomen Provinz Bozen – Südtirol in Italien

Die Liste der Wappen in Südtirol beinhaltet alle in der Wikipedia gelisteten Wappen der Bezirksgemeinschaften und Gemeinden der Autonomen Provinz Bozen – Südtirol in Italien.

## Wappen der Autonomen Provinz Bozen – Südtirol

Wappen der Autonomen Provinz Bozen – Südtirol

## Wappen der Bezirksgemeinschaften

### Wappen der Gemeinden in der BezirksgemeinschaftBurggrafenamt

Algund
Burgstall
Gargazon
Hafling
Kuens
Lana
Laurein
Marling
Meran
Moos in Passeier
Nals
Naturns
Partschins
Plaus
Proveis
Riffian
St. Leonhard in Passeier
St. Martin in Passeier
St. Pankraz
Schenna
Tirol
Tisens
Tscherms
Ulten
Unsere Liebe Frau im Walde-St. Felix
Vöran

### Wappen der Gemeinden in der BezirksgemeinschaftEisacktal

Brixen
Barbian
Feldthurns
Klausen
Lajen
Lüsen
Mühlbach
Natz-Schabs
Rodeneck
Vahrn
Villanders
Villnöß
Waidbruck

### Wappen der Gemeinden in der BezirksgemeinschaftPustertal

Abtei
Ahrntal
Bruneck
Corvara
Enneberg
Gais
Gsies
Innichen
Kiens
Mühlwald
Niederdorf
Olang
Percha
Pfalzen
Prags
Prettau
Rasen-Antholz
Sand in Taufers
St. Lorenzen
St. Martin in Thurn
Sexten
Terenten
Toblach
Vintl
Welsberg
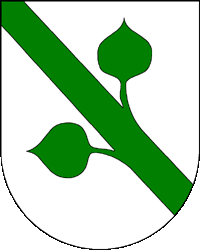
Wengen

### Wappen der Gemeinden in der BezirksgemeinschaftSalten-Schlern

Deutschnofen
Jenesien
Karneid
Kastelruth
Mölten
Ritten
St. Christina in Gröden
St. Ulrich in Gröden
Sarntal
Tiers
Völs am Schlern
Welschnofen
Wolkenstein

### Wappen der Gemeinden in der BezirksgemeinschaftÜberetsch-Unterland

Aldein
Altrei
Andrian
Auer
Eppan an der Weinstraße
Kaltern an der Weinstraße
Kurtatsch an der Weinstraße
Kurtinig an der Weinstraße
Leifers
Margreid an der Weinstraße
Montan
Neumarkt
Salurn
Terlan
Tramin an der Weinstraße
Truden

### Wappen der Gemeinden in der BezirksgemeinschaftVinschgau

Glurns
Graun
Kastelbell-Tschars
Laas
Latsch
Mals
Martell
Prad am Stilfserjoch
Schlanders
Schluderns
Schnals
Stilfs
Taufers im Münstertal

### Wappen der Gemeinden in der BezirksgemeinschaftWipptal

Franzensfeste
Freienfeld
Brenner
Pfitsch
Ratschings
Sterzing

## Wappen der Städte

Bozen
Brixen
Bruneck
Glurns
Klausen
Leifers
Meran
Sterzing